# Argyria pontiella
Argyria pontiella là một loài bướm đêm trong họ Crambidae.